# حمزة بودلال
حمال هو حارس مرمى كرة قدم مغربي من مواليد 18 مارس 1982 ، يلعب حاليا لنادي اتحاد الخميسات .
عرف بقيامه بصدة العقرب في أحد مباريات الدوري المغربي رفقة الكوكب المراكشي ، و هي محاكاة لما قام به الحارس الكولومبي الشهير رينيه هيجيتا سنة 1995 .

## مسيرته
- 2004 - 2009 : أولمبيك خريبكة
- 2009 - 2012 : الكوكب المراكشي
- 2013 - 2014 : أولمبيك خريبكة
- 2014 - : اتحاد الخميسات

## ألقابه
- أولمبيك خريبكة :

- كأس العرش : 2006
- الدوري المغربي الممتاز : 2007

## روابط خارجية
- حمزة بودلال على موقع قاعدة بيانات كرة القدم.إي يو (الإنجليزية)
- حمزة بودلال على موقع كووورة

- "Fiche de Hamza Boudlal". {{استشهاد ويب}}: تجاهل المحلل الوسيط |site= لأنه غير معروف، ويقترح استخدام |website= (مساعدة)